# Crocallis postlineata
Crocallis postlineata là một loài bướm đêm trong họ Geometridae.